# Jugoslaviska förstaligan i fotboll 1956/1957
Jugoslaviska förstaligan i fotboll 1956/1957 vanns av Röda stjärnan, som tog sin fjärde titel.

## Lag
Vid slutet av föregående säsong åkte Željezničar och Proleter Osijek ur serien. De ersattes av Lokomotiva och Vardar.
| Lag               | Ort      | Federal enhet              | Placering 1955/1956 |
| ----------------- | -------- | -------------------------- | ------------------- |
| BSK Belgrad       | Belgrad  | SR Serbien                 | 10                  |
| Budućnost         | Titograd | SR Montenegro              | 11                  |
| Dinamo Zagreb     | Zagreb   | SR Kroatien                | 4                   |
| Hajduk Split      | Split    | SR Kroatien                | 12                  |
| Lokomotiva        | Zagreb   | SR Kroatien                | i.u.                |
| Partizan          | Belgrad  | SR Serbien                 | 2                   |
| Radnički Belgrade | Belgrad  | SR Serbien                 | 3                   |
| Röda stjärnan     | Belgrad  | SR Serbien                 | 1                   |
| FK Sarajevo       | Sarajevo | SR Bosnien och Hercegovina | 6                   |
| Spartak Subotica  | Subotica | SR Serbien                 | 9                   |
| Vardar            | Skopje   | SR Makedonien              | i.u.                |
| Velež             | Mostar   | SR Bosnien och Hercegovina | 7                   |
| Vojvodina         | Novi Sad | SR Serbien                 | 5                   |
| NK Zagreb         | Zagreb   | SR Kroatien                | 8                   |

## Tabell
| Placering | Klubb                   | Spelade matcher | Vinster | Oavgjorda | Förluster | Gjorda mål | Insläppta mål | Målskillnad | Poäng |
| --------- | ----------------------- | --------------- | ------- | --------- | --------- | ---------- | ------------- | ----------- | ----- |
| 1         | Röda stjärnan           | 26              | 17      | 5         | 4         | 66         | 23            | +43         | 39    |
| 2         | FK Vojvodina            | 26              | 16      | 3         | 7         | 64         | 38            | +26         | 35    |
| 3         | Hajduk Split            | 26              | 12      | 6         | 8         | 45         | 31            | +6          | 30    |
| 4         | FK Partizan             | 26              | 10      | 6         | 10        | 51         | 45            | +6          | 26    |
| 5         | NK Dinamo Zagreb        | 26              | 10      | 6         | 10        | 51         | 51            | 0           | 26    |
| 6         | BSK Beograd*            | 26              | 9       | 7         | 10        | 41         | 47            | -6          | 25    |
| 7         | NK Zagreb               | 26              | 9       | 7         | 10        | 39         | 45            | -6          | 25    |
| 8         | Radnicki Beograd        | 26              | 8       | 7         | 11        | 41         | 47            | -6          | 25    |
| 9         | Buducnost Titograd      | 26              | 9       | 5         | 12        | 38         | 47            | -9          | 23    |
| 10        | FK Velež Mostar         | 26              | 9       | 5         | 12        | 44         | 57            | -13         | 23    |
| 11        | FK Vardar               | 26              | 9       | 5         | 12        | 30         | 44            | -14         | 23    |
| 12        | Spartak Subotica        | 26              | 7       | 8         | 11        | 44         | 46            | -2          | 22    |
| 13        | FK Sarajevo             | 26              | 9       | 4         | 13        | 38         | 52            | -14         | 22    |
| 14        | Lokomotiva Zagreb       | 26              | 10      | 2         | 14        | 44         | 63            | -19         | 22    |
| -         | FK Željezničar Sarajevo | -               | -       | -         | -         | -          | -             | -           | -     |
| -         | RNK Split               | -               | -       | -         | -         | -          | -             | -           | -     |

- Efter säsongen byte BSK Beograd namn till OFK Beograd, i ett försök att tilltala det stigande antalet fans supportrar i den yngre generationen.